# ترهووا کامنیتسه
ترهووا کامنیتسه (به لاتین: Trhová Kamenice) یک منطقهٔ مسکونی در جمهوری چک است که در شهرستان خرودیم واقع شده‌است. ترهووا کامنیتسه ۹۱۵ نفر جمعیت دارد.

## خواهرخوانده
شهر اوبرامبراخ خواهرخواندهٔ ترهووا کامنیتسه هست.